# Isabel Clark
Isabel Clark Ribeiro (Rio de Janeiro, 24 de Outubro de 1976) é uma snowboarder brasileira.
Iniciou a carreira com 17 anos de idade. Onze vezes campeã brasileira consecutivas (1995 a 2005) e pentacampeã sul-americana (2001 a 2005), Isabel passa boa parte do ano fora do país, em treinos e competições.
Foi a porta-bandeira da delegação brasileira nos Jogos Olímpicos de Inverno de 2010.

## Snowboard
O primeiro contato com a neve e o snowboard, aconteceu quando foi visitar seu irmão que morava na Califórnia. Isabel (com 18 anos)foi conhecer o Big Bear (cadeia montanhosa do Sul da Califórnia) com seu irmão e amigos.
Lhes ensinaram a ficar em cima da prancha e desde então, se apaixonou pelo esporte.
Tem outras três irmãs e todas também praticam snowboard.

## Carreira
Em 1995 foi campeã Brasileira de Snowboard em Valle Nevado, Chile.
1996 - Bicampeã Brasileira de Snowboard. Treina em Vail.
1997 - Segunda temporada em Vail. Mantém-se entre as 3 primeiras colocadas em competições locais. Participa do filme brasileiro de snowboard "Cool and Brazilian". Tricampeã Brasileira.
1998 - Tetracampeã Brasileira de Snowboard.
1999 - Começo da carreira de instrutora de snowboard em Mammoth Mountain, Califórnia e em Valle Nevado alguns meses depois. Pentacampeã Brasileira de Snowboard.
2000 - Temporada em Whistler, Canadá. Instrutora da escola de Whistler e nas horas vagas, muito treino e algumas competições locais. Participa do filme brasileiro de snowboard "Cool Trip". Compete em eventos da Copa Sul-Americana e rapidamente sobe para o topo do ranking feminino Sul-Americano.
2001 - Treina na Europa com o time francês. Primeira experiência em Copa do Mundo e Campeonato Mundial de snowboard. Temporada em Whistler. Campeã Sul-Americana e Brasileira (sétima vez).
2002 - Participa em etapas da Copa do Mundo na Europa e trabalha como instrutora em Whistler pela terceira temporada. Campeã Brasileira pela oitava vez.
2003 - Temporada treinando em Aspen e dando aulas de snowboard. Campeã Brasileira de Snowboard pela nona vez.
2004 - Temporada de treino e competições no Hemisfério Norte. Estados Unidos, Canadá, Japão e Europa. Temporada de treinos em Valle Nevado. Tetra Campeã Sul-Americana de snowboard e Campeã Brasileira pela décima vez. Isabel termina em 21ª na Copa do Mundo de Valle Nevado passando um obstáculo importante para a classificação Olímpica.
2005 - Com o apoio da CBDN, passa a temporada do Hemisfério Norte treinando e competindo. A base de treino é em Whistler. Em Big White, no Canadá, termina um SBX da Copa Norte Americana em 3ª, e logo depois, em Lake Placid, Estados Unidos, em uma Copa do Mundo, consegue a 15ª posição. Com os pontos acumulados nestas 2 competições, Isabel consegue a classificação Olímpica. Fecha apoio com Valle Nevado e passa toda a temporada treinando no centro de ski. Campeã de duas etapas da Copa Milo, vice-campeã na Copa Continental Chilena e fica classificada como nº 23 do mundo depois das duas etapas da Copa do Mundo se consagra Campeã Brasileira pela 11ª vez e Campeã Sul-Americana.
2006 - No começo da temporada, Isabel vai para o Canadá treinar e competir na Copa do Mundo de Whistler, onde conquista o 8° lugar. Depois de Whistler, em Janeiro vai para Europa participar em etapas da Copa do Mundo e treinar para os Jogos Olímpicos de Inverno de 2006 em Turim, Itália. Em Fevereiro, Isabel consegue uma marca histórica nas Olimpíadas de Inverno, conquista o 9° lugar. Passa a temporada Austral treinando no Chile. Participa de competições locais e do Campeonato Brasileiro em El Colorado, Chile.
2007 – No Hemisfério Norte, Isabel treina na Europa, compete no Mundial da Suíça e em várias etapas da Copa Europeia e Fis Race. No Hemisfério Sul, treino no Chile seguido do Campeonato Brasileiro e Copa do Mundo.
2008 – Isabel participa de quase todas as etapas da Copa do Mundo, e conquista um 13˚ lugar na Suíça, e um 11˚ lugar no Japão. No Hemisfério Sul, depois de 2 meses e meio de treino em pista, a equipe parte para Chapelco, Argentina, para competir no Campeonato Brasileiro e a primeira etapa da Copa do Mundo. A etapa da Copa do Mundo é pela primeira vez uma etapa brasileira, (organizada pela Confederação Brasileira).
2009 – Ano Pré-Olímpico, Isabel faz todas as etapas da Copa do Mundo e Campeonato Mundial. Termina em 7ª lugar nos EUA, 13ª na Espanha e 12ª na Itália. Terminando em 13ª no ranking de 2009 da Copa do Mundo e 12ª na lista especial para os Jogos Olímpicos.
2010 - Porta-bandeira da delegação brasileira nos Jogos Olímpicos de Inverno de 2010, e única atleta da América Latina classificada para a competição.
2012 - 12ª colocação na Copa do Mundo de snowboardcross.
Também foi escolhida como a "melhor atleta em esportes de neve", pelo COB, de 2003 a 2006.